# Polydactylus
Il Polydactylus è un genere di pesce appartenente alla famiglia dei Polynemidae dalle caratteristiche tropicali.

## Descrizione
Hanno un corpo allungato e compresso dal muso corto, conico e traslucido.
La bocca è di dimensioni moderate con labbro inferiore ma assenza del labbro superiore. Gli occhi sono  grandi con il preopercolo liscio. Hanno due pinne dorsali ben separate con la pinna caudale forcuta e le pinne pettorali divise in due sezioni: quella inferiore sotto le branchie. Le pinne pelviche al di sotto della pinna dorsale.
Le scaglie sono grezze e rugose.

## Specie
Il genere è composto dalle seguenti specie:
- Polydactylus approximans
- Polydactylus bifurcus
- Polydactylus longipes
- Polydactylus luparensis
- Polydactylus macrochir
- Polydactylus macrophthalmus
- Polydactylus malagasyensis
- Polydactylus microstomus
- Polydactylus mullani
- Polydactylus multiradiatus
- Polydactylus nigripinnis
- Polydactylus octonemus
- Polydactylus oligodon
- Polydactylus opercularis
- Polydactylus persicus
- Polydactylus plebeius
- Polydactylus quadrifilis
- Polydactylus sexfilis
- Polydactylus sextarius
- Polydactylus siamensis
- Polydactylus virginicus